# Коперник (марсіанський кратер)
Коперник (лат. Copernicus) — кратер на Марсі. Розмір — близько 300 км. Названий на честь польського астронома Миколая Коперника, розробника геліоцентричної системи світу. Ця назва була затверджена Міжнародним астрономічним союзом 1973 року. Тоді ще не було правила про неприпустимість у планетній номенклатурі повторів, і цьому кратеру дали ім'я, вже використане для одного з кратерів Місяця.

## Розташування
Коперник знаходиться в південній півкулі Марса, на заході просторої всіяної кратерами височини — Землі Сирен. Координати його центру — 48°50′ пд. ш. 168°50′ зх. д. / 48.84° пд. ш. 168.83° зх. д. На захід від нього починається дещо нижча, але теж сильно кратерована місцевість. Поряд із його південно-західним краєм знаходиться 135-кілометровий кратер Лю Сінь, а неподалік від західного — 115-кілометровий кратер Вері. Більш далекі його сусіди — кратер Норденшельд на південному сході, Птолемей на сході та Ньютон на північному сході. За 500 км на північ від Коперника лежить хаос Горгони (лат. Gorgonum Chaos).

## Опис
Форма цього кратера сильно відхиляється від колової: він нагадує скруглений трикутник. Висота його валу в різних місцях складає від 0,5 до 3 км. Від його північно-західного та південно-східного краю відходять гірські хребти довжиною 200–300 км і висотою до 2 км. Центральної гірки нема. Дно перетинають кілька низьких хребтів, що тягнуться з північ-захід-півночі на південь-схід-південь. Окрім того, там трапляються менші кратери, найбільші з яких — 45-кілометровий кратер, що зливається з північним краєм Коперника, та 30-кілометровий кратер на його східному краї. У південній частині дна є 4 кратери діаметром 10–15 км. Також на дні Коперника трапляються сухі річища, яри та піщані дюни.

Ділянки дна кратера Коперника: знімки супутника Mars Reconnaissance Orbiter
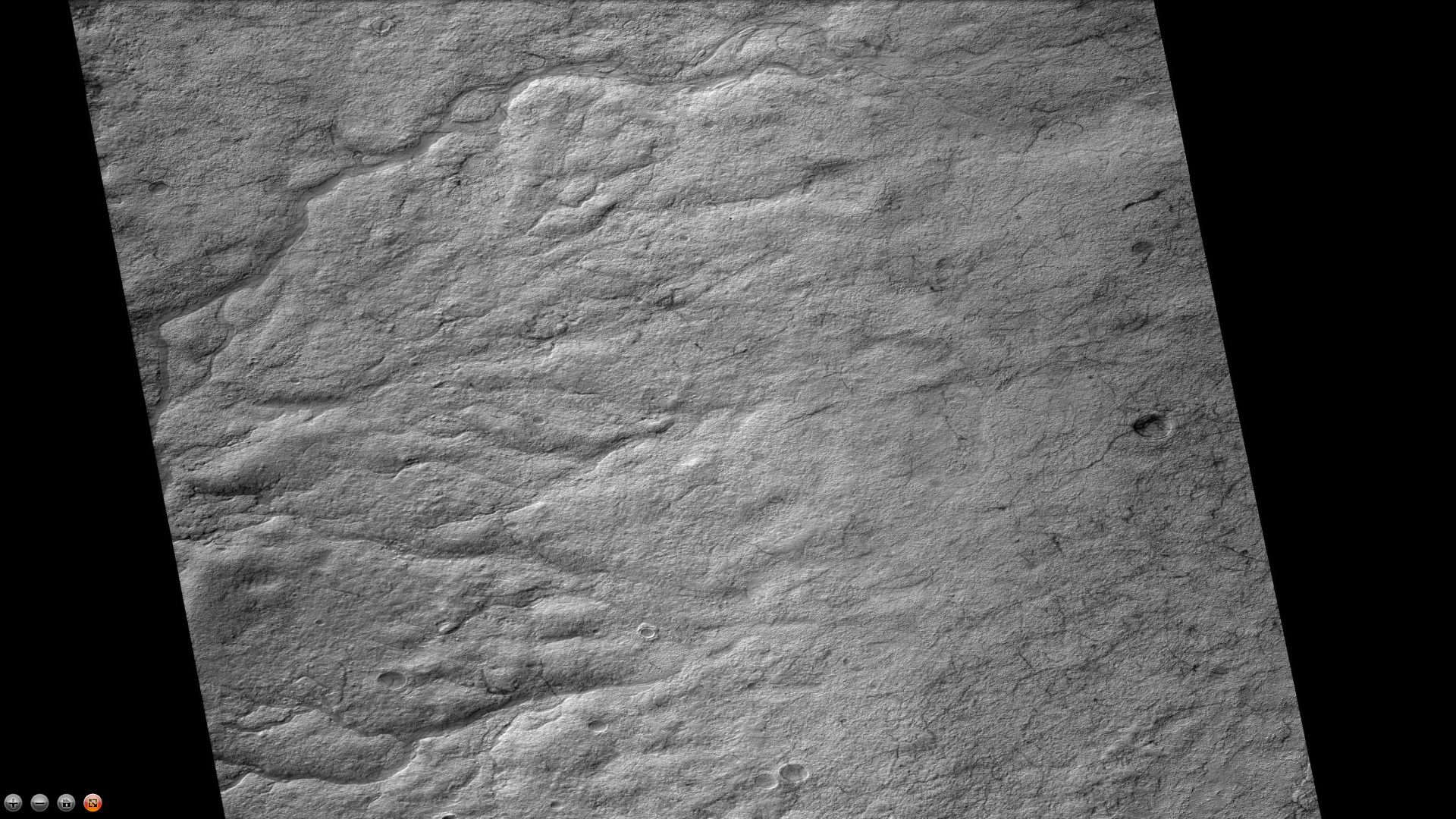
Сухі річища
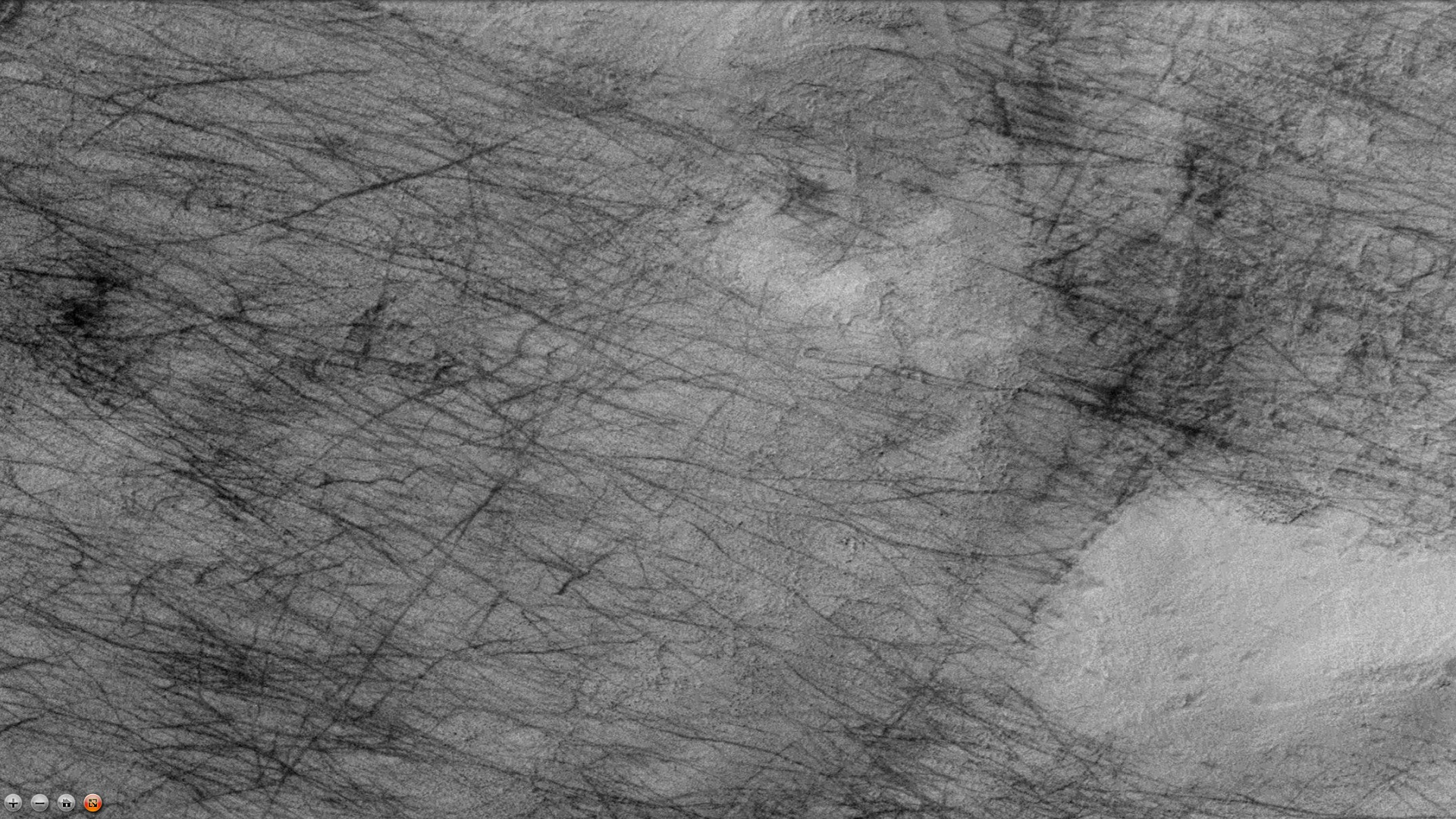
Сліди пилових вихорів
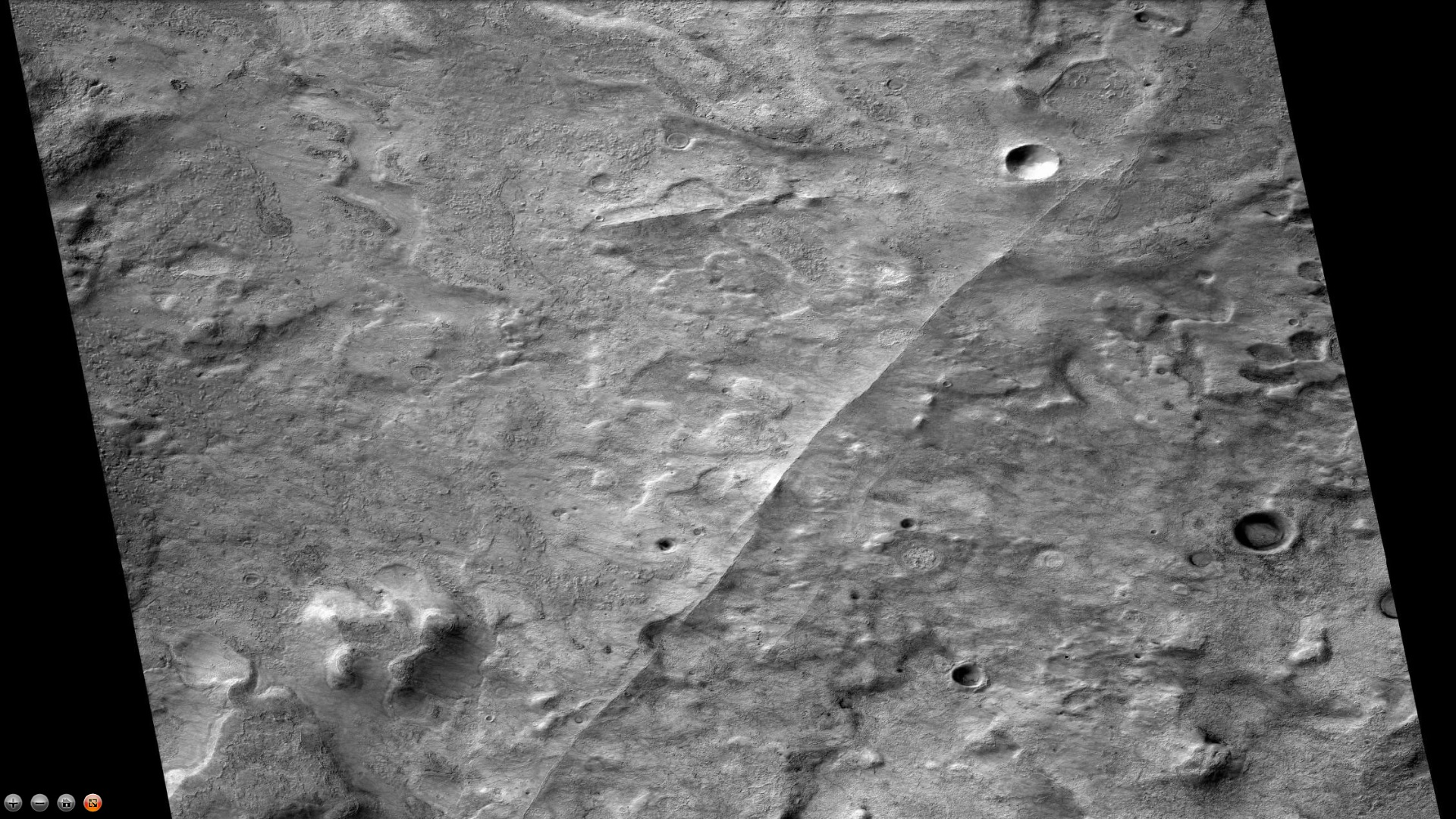
Можлива дайка
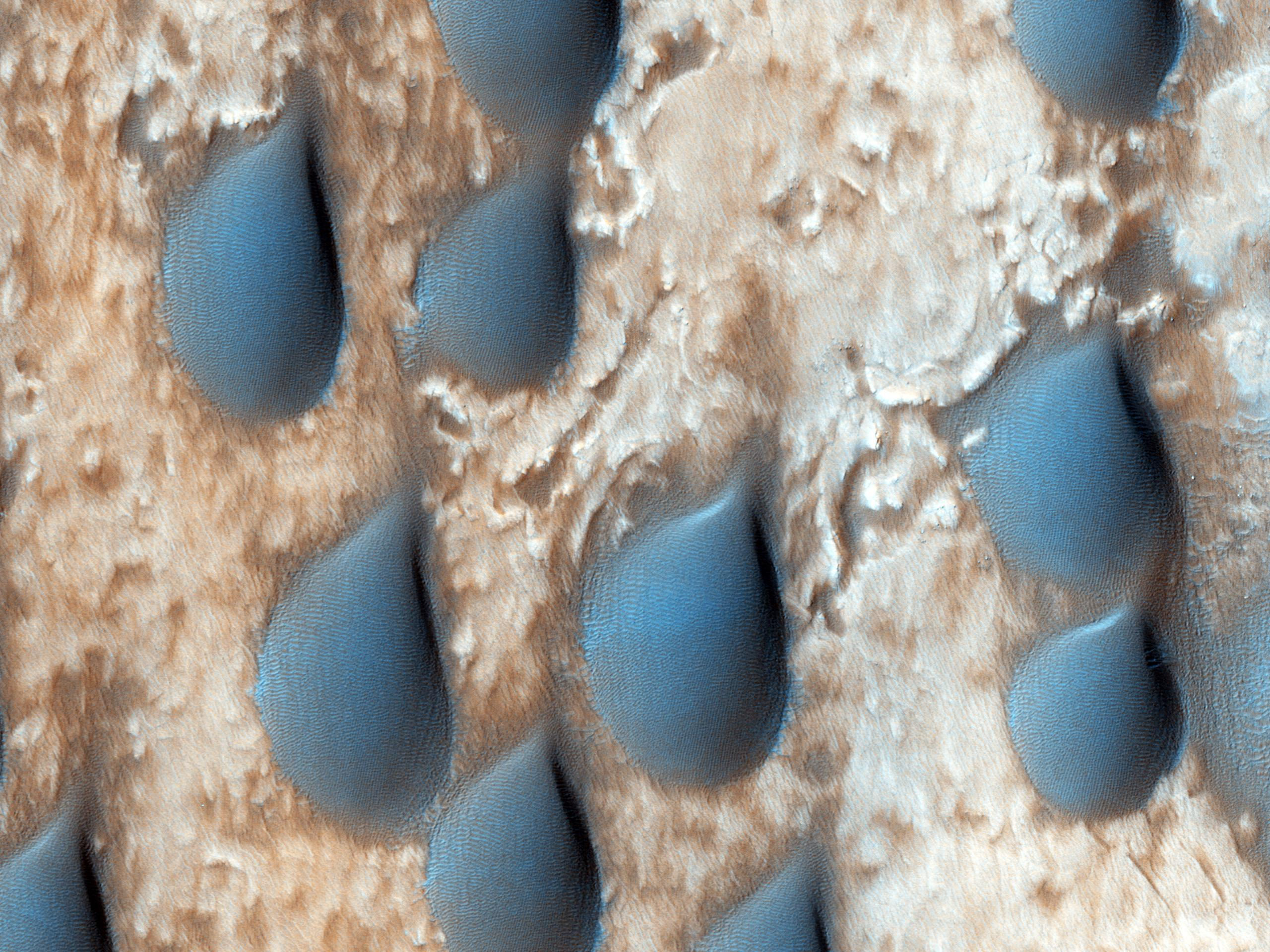
Піщані дюни